# Sheriffhales
Sheriffhales – wieś w Anglii, w hrabstwie Shropshire. Leży 27 km na wschód od miasta Shrewsbury i 203 km na północny zachód od Londynu.